# Тамім Ірина Анатоліївна
Іри́на Анато́ліївна Тамі́м (нар. 20 червня 1974, Оренбург) — українська кіноактриса і телеведуча.

## Життєпис
Народилась 20 червня 1974 в Оренбурзі в родині радянського військовика і піаністки.
В десятирічному віці з батьками переїхала до Києва.
Здобула освіту режисера масових видовищ у Львівському училищі культури.
Режисурі, тележурналістиці та акторській майстерності навчалась у Київському університеті культури і мистецтв (керівник — Володимир Нечепоренко). Серед її викладачів також була Раїса Недашківська.

## Ролі
- 2015 — «Гвардія» — медсестра
- 2016 — «Ґолден лав» — Люба
- 2016 — «Свині»
- 2019 — «Маршрути долі»
- 2018 — «Виходьте без дзвінка» — Галина Корбут
- 2019 — «СидОренки-СидорЕнки» — комендантка гуртожитку
- 2019 — «Перші ластівки» — Ірина Щаслива, Тетяна Чечель
- 2019 — «Таємниці» — епізод
- 2019 — «Мама моєї дочки» — Наталія, медсестра пологового відділення
- 2020 — «Зникаючі сліди» — медсестра
- 2020 — «Сага» — Клава, служниця Козаків
- 2020 — «Мати Апостолів» — Варка
- 2021 — «Бідна Саша» — Валентина Петрівна, зечка